# Tour de Catalogne 1962
Le Tour de Catalogne 1962 est la 42e édition du Tour de Catalogne, une course cycliste par étapes en Espagne. L'épreuve se déroule sur 9 étapes du 9 au 16 septembre 1962 sur un total de 1 339,5 km. Le vainqueur final est l'Espagnol Antonio Karmany de l'équipe Kas, devant Manuel Martín Piñera et Ginés García.

## Étapes
| Étape | Date         | Parcours                        | km    | Vainqueur d’étape  | Leader du classement général |
| ----- | ------------ | ------------------------------- | ----- | ------------------ | ---------------------------- |
| 1     | 9 septembre  | Circuit de Montjuïc (Barcelone) | 38,5  | Valentín Uriona    | Valentín Uriona              |
| 2     | 9 septembre  | Barcelone – Tarragone           | 133,0 | Marcel Ongenae     | Valentín Uriona              |
| 3     | 9 septembre  | Tarragone - Saragosse           | 239,0 | Rino Benedetti     | Valentín Uriona              |
| 4a    | 11 septembre | Saragosse - Binéfar             | 157,0 | Ginés García       | Ginés García                 |
| 4b    | 11 septembre | Binéfar - Lleida (clm)          | 39,0  | Miguel Pacheco     | Ginés García                 |
| 5     | 12 septembre | Lleida - Manresa                | 131,0 | Antonio Karmany    | Manuel Martín Piñera         |
| 6     | 13 septembre | Manresa - Argentona             | 182,0 | Julio Jiménez      | Piet van Est                 |
| 7     | 14 septembre | Argentona - Banyoles            | 183,0 | Juan Sánchez       | Piet van Est                 |
| 8     | 15 septembre | Girona - Palafrugell (clm)      | 58,0  | José Pérez-Francés | Antonio Karmany              |
| 9     | 16 septembre | Palafrugell - Barcelone         | 189,0 | Bruno Mealli       | Antonio Karmany              |

### 1reétape[1]
09-09-1962: Circuit de Montjuïc (Barcelone), 38,5 km :
|   | Cycliste        | Équipe             | Temps       |
| - | --------------- | ------------------ | ----------- |
| 1 | Valentín Uriona | Funcor-Munguia     | 54 min 45 s |
| 2 | Bruno Sivilotti | EMI-C.C Barcelonès | + 27 s      |
| 3 | Piet van Est    | Faema              | m.t.        |

|   | Cycliste        | Équipe             | Temps       |
| - | --------------- | ------------------ | ----------- |
| 1 | Valentín Uriona | Funcor-Munguia     | 54 min 45 s |
| 2 | Bruno Sivilotti | EMI-C.C Barcelonès | + 27 s      |
| 3 | Piet van Est    | Faema              | m.t.        |

### 2eétape[1]
09-09-1962: Barcelone – Tarragone, 133,0 km :
|   | Cycliste              | Équipe         | Temps           |
| - | --------------------- | -------------- | --------------- |
| 1 | Marcel Ongenae        | Faema          | 3 h 23 min 17 s |
| 2 | Bruno Mealli          | Ignis          | m.t.            |
| 3 | Juan María Uribezubia | Funcor-Munguia | m.t.            |

|   | Cycliste        | Équipe         | Temps           |
| - | --------------- | -------------- | --------------- |
| 1 | Valentín Uriona | Funcor-Munguia | 4 h 18 min 27 s |
| 2 | Marcel Ongenae  | Faema          | + 2 s           |
| 3 | Bruno Mealli    | Ignis          | m.t.            |

### 3eétape[2]
10-09-1962: Tarragone - Saragosse, 239,0 km :
|   | Cycliste        | Équipe         | Temps           |
| - | --------------- | -------------- | --------------- |
| 1 | Rino Benedetti  | Ignis          | 6 h 49 min 10 s |
| 2 | Gabriel Mas     | Faema          | + 21 s          |
| 3 | Valentín Uriona | Funcor-Munguia | + 22 s          |

|   | Cycliste        | Équipe         | Temps            |
| - | --------------- | -------------- | ---------------- |
| 1 | Valentín Uriona | Funcor-Munguia | 11 h 07 min 59 s |
| 2 | Rino Benedetti  | Ignis          | + 5 s            |
| 3 | Marcel Ongenae  | Faema          | + 14 s           |

### 4eétape[2]
11-09-1962: (4A Saragosse - Binéfar 157 km) et (4B Binéfar - Lleida 39 km clm):
|   | Cycliste        | Équipe             | Temps           |
| - | --------------- | ------------------ | --------------- |
| 1 | Ginés García    | Águila-Denia       | 4 h 27 min 50 s |
| 2 | Julio Jiménez   | Faema              | + 47 s          |
| 3 | Bruno Sivilotti | EMI-C.C Barcelonès | + 4 min 46 s    |

|   | Cycliste         | Équipe | Temps       |
| - | ---------------- | ------ | ----------- |
| 1 | Miguel Pacheco   | Kas    | 58 min 08 s |
| 2 | Francisco Gabica | Kas    | + 23 s      |
| 3 | Gastone Nencini  | Ignis  | + 25 s      |

|   | Cycliste       | Équipe       | Temps           |
| - | -------------- | ------------ | --------------- |
| 1 | Ginés García   | Águila-Denia | 5 h 29 min 30 s |
| 2 | Julio Jiménez  | Faema        | + 46 s          |
| 3 | Miguel Pacheco | Kas          | + 1 min 14 s    |

|   | Cycliste        | Équipe         | Temps            |
| - | --------------- | -------------- | ---------------- |
| 1 | Ginés García    | Águila-Denia   | 16 h 38 min 26 s |
| 2 | Miguel Pacheco  | Kas            | + 56 s           |
| 3 | Valentín Uriona | Funcor-Munguia | + 1 min 11 s     |

### 5eétape[3]
12-09-1962: Lleida - Manresa, 131,0 km :
|   | Cycliste            | Équipe   | Temps           |
| - | ------------------- | -------- | --------------- |
| 1 | Antonio Karmany     | Kas      | 3 h 35 min 01 s |
| 2 | Piet van Est        | Faema    | m.t.            |
| 3 | Fernando Manzaneque | Licor 43 | m.t.            |

|   | Cycliste             | Équipe | Temps            |
| - | -------------------- | ------ | ---------------- |
| 1 | Manuel Martín Piñera | Kas    | 20 h 15 min 36 s |
| 2 | Antonio Karmany      | Kas    | + 3 s            |
| 3 | Piet van Est         | Faema  | + 20 s           |

### 6eétape[4]
13-09-1962: Manresa - Argentona, 182,0 km :
|   | Cycliste       | Équipe | Temps           |
| - | -------------- | ------ | --------------- |
| 1 | Julio Jiménez  | Faema  | 5 h 10 min 21 s |
| 2 | Gabriel Mas    | Faema  | + 2 min 04 s    |
| 3 | Francisco Suñé | Ferrys | + 2 min 08 s    |

|   | Cycliste        | Équipe       | Temps            |
| - | --------------- | ------------ | ---------------- |
| 1 | Piet van Est    | Faema        | 25 h 30 min 36 s |
| 2 | Antonio Karmany | Kas          | + 2 s            |
| 3 | Ginés García    | Águila-Denia | + 5 s            |

### 7eétape[5]
14-09-1962: Argentona - Banyoles, 183,0 km :
|   | Cycliste            | Équipe       | Temps           |
| - | ------------------- | ------------ | --------------- |
| 1 | Juan Sánchez        | Águila-Denia | 5 h 28 min 59 s |
| 2 | Fernando Manzaneque | Licor 43     | + 52 s          |
| 3 | Rino Benedetti      | Ignis        | + 1 min 12 s    |

|   | Cycliste        | Équipe       | Temps            |
| - | --------------- | ------------ | ---------------- |
| 1 | Piet van Est    | Faema        | 31 h 00 min 47 s |
| 2 | Antonio Karmany | Kas          | + 2 s            |
| 3 | Ginés García    | Águila-Denia | + 5 s            |

### 8eétape[6]
15-09-1962: Girona - Palafrugell, 58,0 km clm:
|   | Cycliste             | Équipe | Temps           |
| - | -------------------- | ------ | --------------- |
| 1 | José Pérez-Francés   | Ferrys | 1 h 25 min 08 s |
| 2 | Antonio Karmany      | Kas    | + 40 s          |
| 3 | Manuel Martín Piñera | Kas    | + 57 s          |

|   | Cycliste             | Équipe | Temps            |
| - | -------------------- | ------ | ---------------- |
| 1 | Antonio Karmany      | Kas    | 32 h 26 min 37 s |
| 2 | Manuel Martín Piñera | Kas    | + 32 s           |
| 3 | Miguel Pacheco       | Kas    | + 49 s           |

### 9eétape[7]
16-09-1962: Palafrugell - Barcelone, 189,0 km :
|   | Cycliste            | Équipe       | Temps           |
| - | ------------------- | ------------ | --------------- |
| 1 | Bruno Mealli        | Ignis        | 4 h 27 min 34 s |
| 2 | Juan Sánchez        | Águila-Denia | m.t.            |
| 3 | Fernando Manzaneque | Licor 43     | m.t.            |

|   | Cycliste             | Équipe       | Temps            |
| - | -------------------- | ------------ | ---------------- |
| 1 | Antonio Karmany      | Kas          | 36 h 55 min 08 s |
| 2 | Manuel Martín Piñera | Kas          | + 32 s           |
| 3 | Ginés García         | Águila-Denia | + 50 s           |

## Classement général
|    | Cycliste             | Équipe         | Temps            |
| -- | -------------------- | -------------- | ---------------- |
| 1  | Antonio Karmany      | Kas            | 36 h 55 min 08 s |
| 2  | Manuel Martín Piñera | Kas            | + 32 s           |
| 3  | Ginés García         | Águila-Denia   | + 50 s           |
| 4  | Piet van Est         | Faema          | + 59 s           |
| 5  | Fernando Manzaneque  | Licor 43       | + 3 min 33 s     |
| 6  | Gabriel Mas          | Faema          | + 3 min 54 s     |
| 7  | Valentín Uriona      | Funcor-Munguia | + 4 min 00 s     |
| 8  | José Pérez-Francés   | Ferrys         | + 5 min 05 s     |
| 9  | Bruno Mealli         | Ignis          | + 5 min 27 s     |
| 10 | Francisco Gabica     | Kas            | + 5 min 55 s     |

## Classements annexes
| \| \| Cycliste \| Équipe \| Points \| \| - \| --------------- \| -------- \| ------ \| \| 1 \| Ángel Guardiola \| Licor 43 \| 21 \| \| 2 \| Idrio Bui \| Ignis \| 19 \| \| 3 \| Julio Jiménez \| Faema \| 16 \| |                 |          |        |
| | Cycliste        | Équipe   | Points |
| 1 | Ángel Guardiola | Licor 43 | 21     |
| 2 | Idrio Bui       | Ignis    | 19     |
| 3 | Julio Jiménez   | Faema    | 16     |

|   | Cycliste          | Équipe       | Points |
| - | ----------------- | ------------ | ------ |
| 1 | José Segú         | Faema        | 26     |
| 2 | Salvador Honrubia | Licor 43     | 7      |
| 3 | José Quesada      | Águila-Denia | 6      |

|   | Équipe | Pays    | Temps             |
| - | ------ | ------- | ----------------- |
| 1 | Kas    | Espagne | 110 h 46 min 46 s |
| 2 | Faema  | Espagne | + 11 min 47 s     |
| 3 | Ignis  | Italie  | + 23 min 36 s     |